# 30 Jaar Fritz de Hitz!
30 Jaar Fritz de Hitz! is een EP uitgebracht in 1995 van Fritz Van den Heuvel.

## Tracklist
1. "Commercieel liedje"
2. "Onder de palmbomen van Trinidad"
3. "Dat zwart vinyl (had nog een ziel)"
4. "Picasso"

## Bezetting
- Fritz Van den Heuvel - zang & gitaar
- Roger Vandenberghe - drums
- Karel Algoed - bas
- Philippe de Chaffoy - keyboards